# 聖ユーラ大聖堂
聖ユーラ大聖堂（ウクライナ語: Собор Святого Юра、ソボール・スヴャトーホ・ユーラ、英語: Saint George's Cathedral）は、ウクライナ西部のリヴィウにあるキリスト教の大聖堂で、ウクライナ東方カトリック教会（UGCC）の重要な聖堂である。名称は「聖ゲオルギオス大聖堂」を意味する。1744年から1762年にかけてバロック・ロココ様式で建設され、聖ユーラの丘（標高321m）に位置する。1998年、リヴィウの歴史的中心部とともにUNESCOの世界遺産に登録された。
聖ユーラ大聖堂は、18世紀から20世紀初頭までウクライナ東方カトリック教会の本山であり、2005年に本山がキエフに移るまではガリツィア（ハルィチナー）大司教区の中心だった。現在はリヴィウ大司教区の座聖堂である。歴史的には、ソビエト連邦時代にロシア正教会に接収されたが、1990年にウクライナ東方カトリック教会に返還された。

## 歴史

### 起源と中世
聖ユーラの丘には、1280年頃にレフ公が木造の教会と防衛用の修道院を設立したとされる伝承がある。伝説によれば、レフの叔父ヴァスィーリ（ヴァシリスク）がこの地で隠遁生活を送り、丘の洞窟で祈りを捧げたという。1340年、カジミェシュ3世の攻撃でこれらの施設は破壊されたが、1363年から1437年にかけて、ビザンツ様式の三後陣・四柱式の石造教会が建築家ドーリン（Doringus）により再建された。この教会の存在は、1341年に鋳造された現存する最古の鐘（聖ユーラ大聖堂の鐘）に刻まれた銘文で裏付けられる。
1539年、聖ユーラ大聖堂は新設されたリヴィウ司教区の中心となり、マカリイ・トゥチャプスキーが初代司教に任命された。17世紀には、火災（1608年、1643年）や戦争（1648年のフメリニツキーの乱など）で被害を受けたが、修復が繰り返された。

### バロック・ロココ期の再建
18世紀初頭、老朽化した中世の教会は、ウクライナ東方カトリック教会の重要性に見合わなくなった。アタナスィー・シェプティツキ大司教は、1733年から資金を集め、新たな大聖堂の建設を計画。1744年、建築家ベルナルド・メレティンの設計で建設が開始され、1759年のメレティンの死後、クレメンス・クサヴェリー・フェシンガーが工事を引き継いだ。1762年に主要構造が完成し、装飾工事は1770年頃まで続いた。

### ソビエト期と現代
1946年、ソビエト政府はブレスト合同の破棄を宣言（リヴィウ教会会議）し、ウクライナ東方カトリック教会を非合法化。大聖堂はロシア正教会に接収された。1990年、ソビエト連邦の崩壊直前にリヴィウ市議会の決定により、ウクライナ東方カトリック教会に返還された。2005年、教会本山がキエフの復活大聖堂に移ったが、聖ユーラ大聖堂はリヴィウ大司教区の中心として機能している。

## 建築
聖ユーラ大聖堂は、バロックとロココ様式を融合した建築的傑作であり、ウクライナの伝統的要素を取り入れた記念碑的アンサンブルである。聖堂は聖ユーラの丘の頂上に位置し、以下の構造で構成される：
- 大聖堂（1745年-1770年）：ギリシャ十字型の平面を持ち、中央に大きなドームと四隅に小さなドームを配する。ファサードはヨハン・ピンゼルの彫刻（聖アタナシオスと聖レオ、及び「聖ユーリー蛇退治」の騎馬像）で装飾されている[8]。
- 鐘楼（1341年の鐘を含む）：ウクライナ最古の鐘が現存[3]。
- 大司教宮殿（1761年-1762年）：ロココとクラシシズムの要素を持つ。
- その他の施設：聖堂を取り囲む装飾的な門（1771年）、司教庭園、及び石壁（1772年）。

内部は、ルカ・ドリンスキーやユーリー・ラディロフスキーによるフレスコ画、ミハイロ・フィレヴィチの彫刻で飾られている。二段の階段とロココ様式の欄干が聖堂へのアプローチを荘厳に演出する。

## 文化的意義
聖ユーラ大聖堂は、ウクライナ東方カトリック教会の精神的・文化的中枢として、ウクライナの歴史とアイデンティティに深く根ざしている。以下のような重要な遺産を保持する：
- 奇跡のイコン：テレボウリャの聖母とキエフの聖母。
- 聖遺物：複数の聖人の遺物。
- トリノの聖骸布の複製。
- 地下聖堂（クリプタ）：アンドレイ・シェプティツキ大司教、ヨシフ・スリピ枢機卿など、著名な教会指導者が埋葬されている[7]。

1937年、ヤロスラウ・オズモミスル公の遺骨がガリチで発見され、1939年にこの地下聖堂に移された。1991年に再発見され、現在も保管されている。

## 現代の利用
聖ユーラ大聖堂は、宗教儀式の場であるとともに、以下のようなコミュニティ活動の中心である：
- マリア友愛会
- テレボウリャの聖母友愛会
- 聖書研究会
- 聖ユーラ青年会

現在の主任司祭はロマン・クラウチク神父である。

## ギャラリー

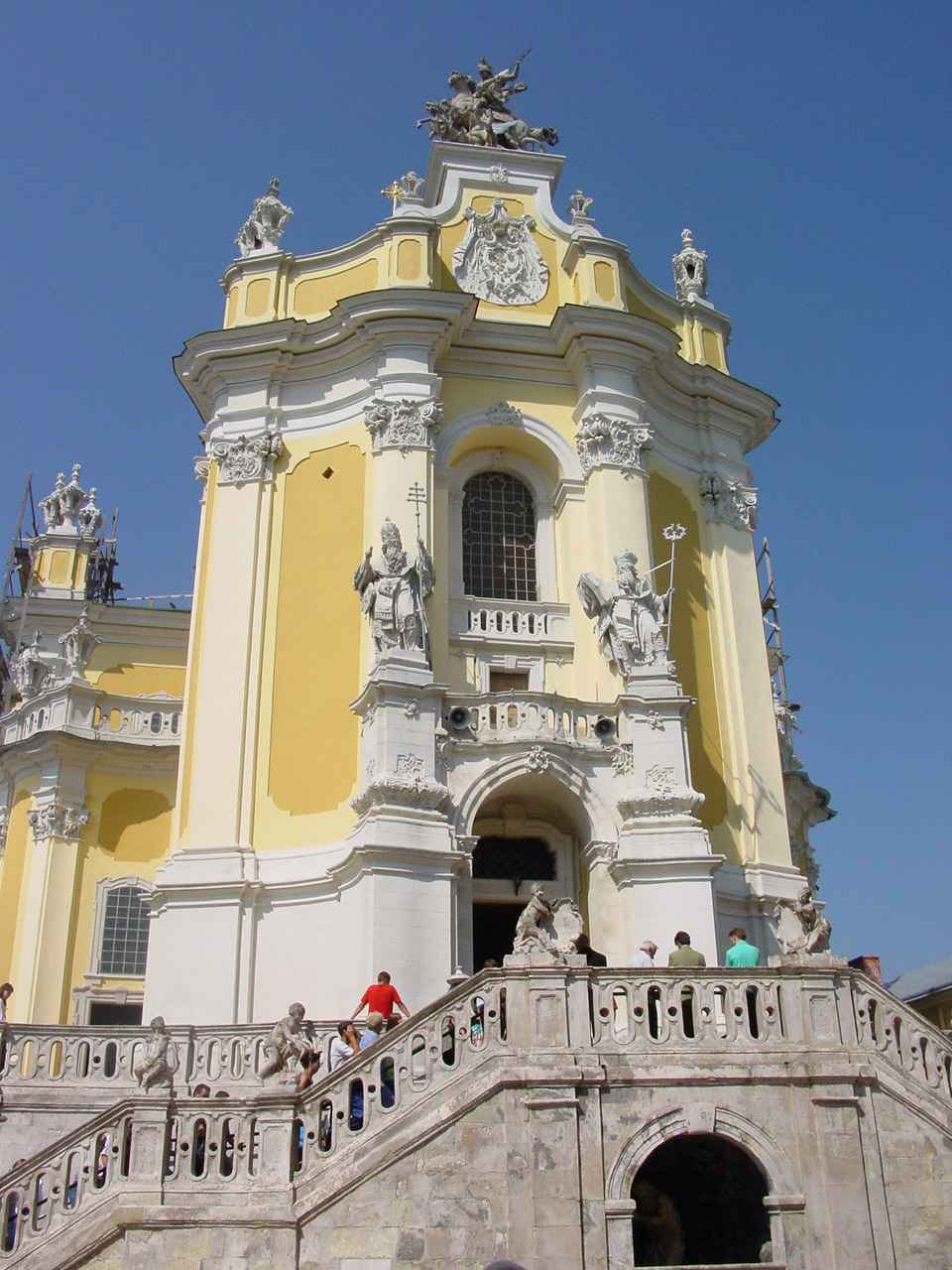
聖堂の正面入口
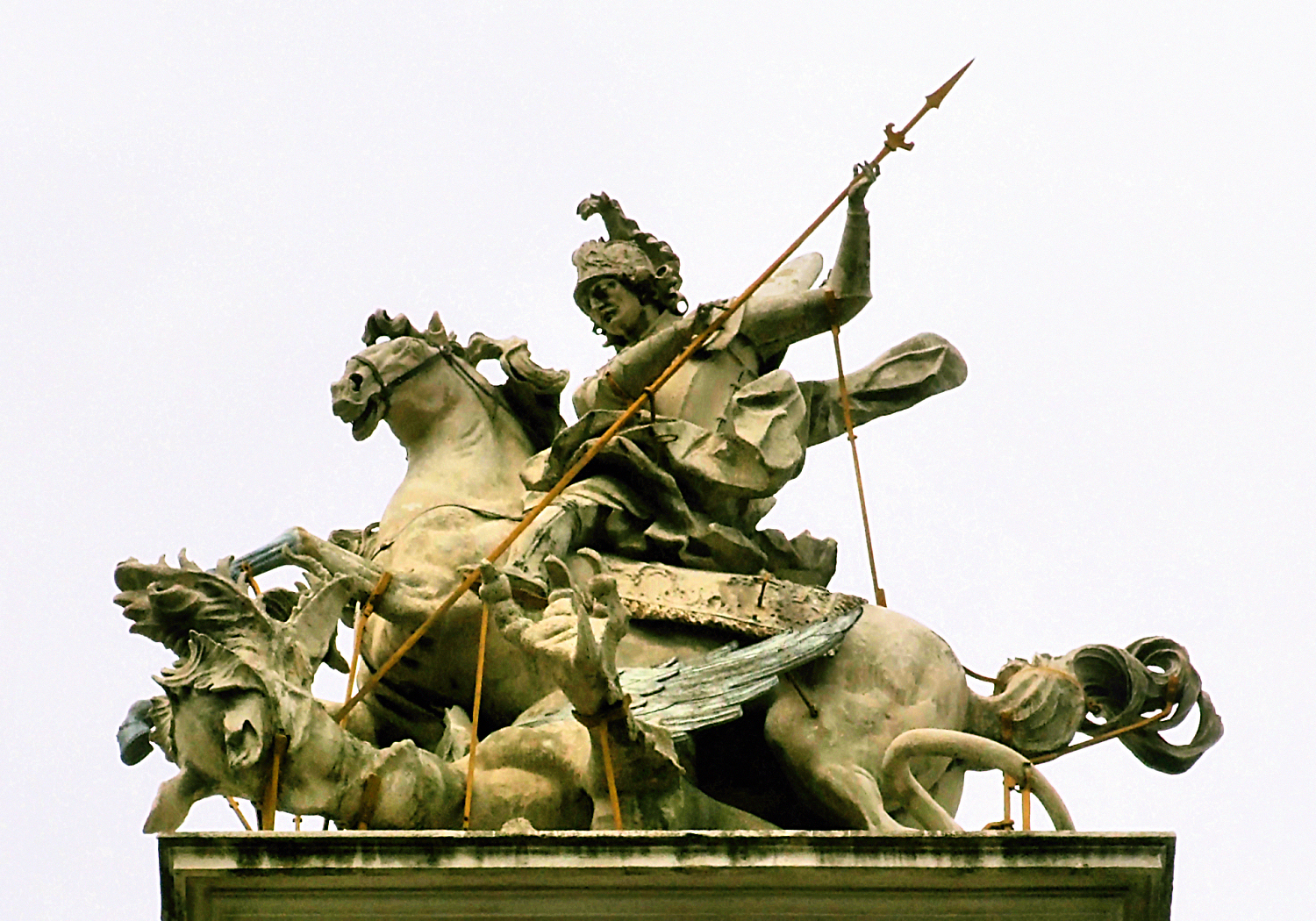
ピンゼルの「聖ユーリー蛇退治」彫刻
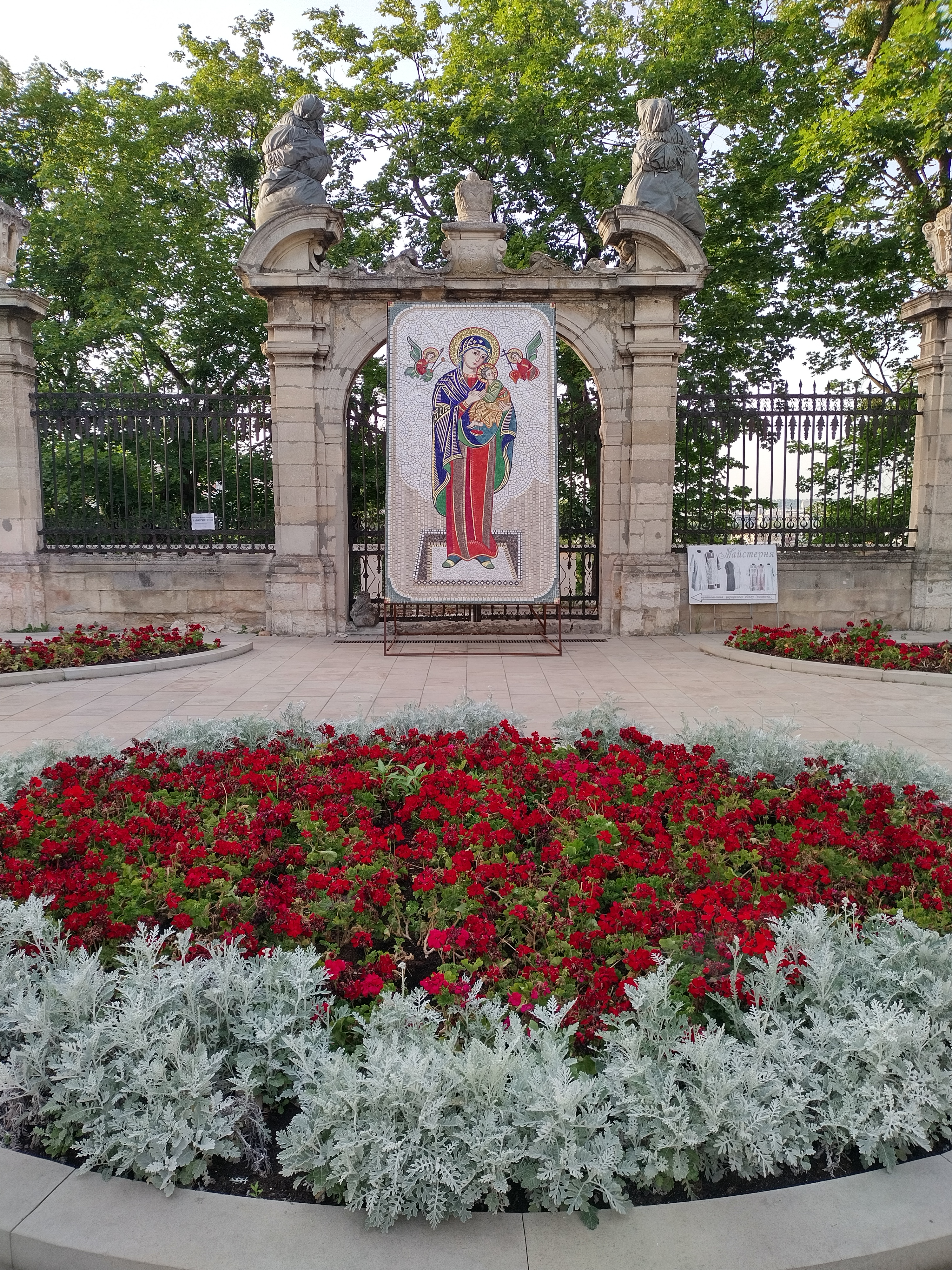
聖堂前の聖母モザイク